# Rogue (film, 2020)
Pour les articles homonymes, voir Rogue.
Pour plus de détails, voir Fiche technique et Distribution.
Rogue ou Mercenaires au Québec, est un film d'action américain coécrit et réalisé par M. J. Bassett, sorti en 2020.

## Synopsis
Dans les prairies de l'Afrique de l'Est, une équipe de mercenaires, dirigée par Samantha O'Hara, parvient à sauver la fille d'un gouverneur sud-africain, ainsi que deux autres prisonnières, qui a été enlevée par un certain Zalamm, un seigneur de guerre extrémiste, et ses sbires qui sont spécialisés dans la traite d'êtres humains. Après avoir subi une fusillade, dans laquelle un soldat perd la vie, O'Hara et ses hommes sont aussitôt traqués par ces derniers et n'ont pas d'autre choix que de fuir dans la savane puis de sauter dans une rivière pour leur échapper. En attendant une extraction organisée par leurs employeurs, et après avoir perdu l'une des trois captives qui a été dévorée par un crocodile, le groupe de mercenaires trouve refuge temporairement dans une ferme abandonnée qui s'avère appartenir à des braconniers experts dans le trafic d'animaux sauvages et exotiques. Or, ils y découvrent des traces de sang à l'intérieur. Dès lors, ils se rendent compte qu'ils vont devoir survivre face à une lionne vorace qui a dévoré les anciens propriétaires.

## Fiche technique
- Titre original et français : Rogue
- Titre québécois : Mercenaires
- Réalisation : M. J. Bassett
- Scénario : M. J. et Isabel Bassett
- Photographie : Brendan Barnes
- Montage : Andrew MacRitchie et David Wigram
- Musique : Jack Halama et Scott Shields
- Production : Kyle Ambrose, Delon Bakker, M. J. Bassett et Molly Hassell
- Sociétés de production : M-Net, Grindstone Entertainment Group et Capstone Pictures
- Sociétés de distribution : Lionsgate
- Pays d'origine :  États-Unis
- Langue originale : anglais
- Format : couleur - 2.35:1
- Genre : action
- Durée : 105 minutes
- Dates de sortie :
  -  États-Unis : 28 août 2020
  -  France : 3 mars 2021 (DVD)

## Distribution
- Megan Fox (VF : Caroline Anglade) : Samantha O'Hara
- Philip Winchester (VF : Jean-Pascal Quilichini) : Joey Kasinski
- Greg Kriek (VF : Renaud Heine) : Mike Barasa
- Jessica Sutton (VF : Diane Kristanek) : Asila Wilson
- Calli Taylor (VF : Estelle Darazi) : Chloe
- Kenneth Fok (VF : Alan Aubert-Carlin) : Bo Yinn
- Isabel Bassett (VF : Charlotte Hervieux) : Tessa
- Brandon Auret (VF : Frédéric Souterelle) : Elijah Dekker
- Adam Deacon (VF : Gregory Kristoforoff) : Zalamm
- Sisanda Henna (VF : Jean-Rémi Tichit) : Pata
- Tamer Burjaq : Maskakh
- Lee-Anne Liebenberg (VF : Isabelle Desplantes) : TJ
- Austin Shandu : Alfred